# 全国高等学校野球選手権大会 (福島県勢)
全国高等学校野球選手権大会における福島県勢の成績について記す。

## 大会結果
| 大会                  | 代表校                                         | 試合結果                                       | 試合結果                                       | 成績                                           |
| --------------------- | ---------------------------------------------- | ---------------------------------------------- | ---------------------------------------------- | ---------------------------------------------- |
| 第20回大会（1934年）  | 福島師範（東北・初出場）                       | 2回戦                                          | ● 1 - 5 秋田中                                 | 初戦敗退                                       |
| 第21回大会（1935年）  | 福島師範（東北・2年連続2回目）                 | 1回戦                                          | ● 1 - 3 日新商                                 | 初戦敗退                                       |
| 第33回大会（1951年）  | 福島商（東北・初出場）                         | 2回戦                                          | ● 0 - 2 高松商                                 | 初戦敗退                                       |
| 第36回大会（1954年）  | 福島商（東北・3年ぶり2回目）                   | 2回戦                                          | ● 5 - 6x 北海                                  | 初戦敗退                                       |
| 第40回大会（1958年）  | 福島商（4年ぶり3回目）                         | 1回戦                                          | ● 2 - 3 尾道商                                 | 初戦敗退                                       |
| 第45回大会（1963年）  | 磐城（初出場）                                 | 1回戦                                          | ○ 5 - 1 丸亀商                                 | 3回戦                                          |
| 第45回大会（1963年）  | 磐城（初出場）                                 | 2回戦                                          | ○ 2 - 1 相可                                   | 3回戦                                          |
| 第45回大会（1963年）  | 磐城（初出場）                                 | 3回戦                                          | ● 4 - 5x 銚子商（延長10回）                    | 3回戦                                          |
| 第47回大会（1965年）  | 保原（東北・初出場）                           | 2回戦                                          | ● 0 - 6 高鍋                                   | 初戦敗退                                       |
| 第48回大会（1966年）  | 福島商（東北・8年ぶり4回目）                   | 1回戦                                          | ● 2 - 6 北陽                                   | 初戦敗退                                       |
| 第50回大会（1968年）  | 磐城（5年ぶり2回目）                           | 1回戦                                          | ● 3 - 4 飯塚商                                 | 初戦敗退                                       |
| 第52回大会（1970年）  | 磐城（東北・2年ぶり3回目）                     | 1回戦                                          | ● 1 - 2x PL学園（延長11回）                    | 初戦敗退                                       |
| 第53回大会（1971年）  | 磐城（東北・2年連続4回目）                     | 2回戦                                          | ○ 1 - 0 日大一                                 | 準優勝                                         |
| 第53回大会（1971年）  | 磐城（東北・2年連続4回目）                     | 準々決勝                                       | ○ 3 - 0 静岡学園                               | 準優勝                                         |
| 第53回大会（1971年）  | 磐城（東北・2年連続4回目）                     | 準決勝                                         | ○ 4 - 0 郡山                                   | 準優勝                                         |
| 第53回大会（1971年）  | 磐城（東北・2年連続4回目）                     | 決勝                                           | ● 0 - 1 桐蔭学園                               | 準優勝                                         |
| 第55回大会（1973年）  | 双葉（初出場）                                 | 1回戦                                          | ● 0 - 12 広島商                                | 初戦敗退                                       |
| 第56回大会（1974年）  | 福島商（8年ぶり5回目）                         | 2回戦                                          | ● 1 - 6 静岡商                                 | 初戦敗退                                       |
| 第57回大会（1975年）  | 磐城（4年ぶり5回目）                           | 2回戦                                          | ○ 4 - 1 諫早                                   | ベスト8                                        |
| 第57回大会（1975年）  | 磐城（4年ぶり5回目）                           | 3回戦                                          | ○ 3 - 2 秋田商                                 | ベスト8                                        |
| 第57回大会（1975年）  | 磐城（4年ぶり5回目）                           | 準々決勝                                       | ● 0 - 16 習志野                                | ベスト8                                        |
| 第58回大会（1976年）  | 学法石川（初出場）                             | 1回戦                                          | ● 0 - 1 中京                                   | 初戦敗退                                       |
| 第59回大会（1977年）  | 福島商（3年ぶり6回目）                         | 2回戦                                          | ○ 1 - 0 九州産                                 | 3回戦                                          |
| 第59回大会（1977年）  | 福島商（3年ぶり6回目）                         | 3回戦                                          | ● 3 - 4x 熊本工（延長11回）                    | 3回戦                                          |
| 第60回大会（1978年）  | 郡山北工（初出場）                             | 1回戦                                          | ○ 2 - 1 松山商                                 | 2回戦                                          |
| 第60回大会（1978年）  | 郡山北工（初出場）                             | 2回戦                                          | ● 2 - 11 報徳学園                              | 2回戦                                          |
| 第61回大会（1979年）  | 安積商（初出場）                               | 1回戦                                          | ● 4 - 5x 明石南（延長14回）                    | 初戦敗退                                       |
| 第62回大会（1980年）  | 双葉（7年ぶり2回目）                           | 1回戦                                          | ○ 3 - 1 川内実                                 | 2回戦                                          |
| 第62回大会（1980年）  | 双葉（7年ぶり2回目）                           | 2回戦                                          | ● 5 - 7 札幌商                                 | 2回戦                                          |
| 第63回大会（1981年）  | 福島商（3年ぶり7回目）                         | 1回戦                                          | ○ 7 - 3 浜田（延長10回）                       | 2回戦                                          |
| 第63回大会（1981年）  | 福島商（3年ぶり7回目）                         | 2回戦                                          | ● 1 - 5 秋田経大付                             | 2回戦                                          |
| 第64回大会（1982年）  | 安積商（3年ぶり2回目）                         | 1回戦                                          | ● 3 - 5 高知商                                 | 初戦敗退                                       |
| 第65回大会（1983年）  | 学法石川（7年ぶり2回目）                       | 1回戦                                          | ○ 2 - 1 米子東（延長10回）                     | 3回戦                                          |
| 第65回大会（1983年）  | 学法石川（7年ぶり2回目）                       | 2回戦                                          | ○ 5 - 2 東山                                   | 3回戦                                          |
| 第65回大会（1983年）  | 学法石川（7年ぶり2回目）                       | 3回戦                                          | ● 3 - 19 横浜商                                | 3回戦                                          |
| 第66回大会（1984年）  | 学法石川（2年連続3回目）                       | 1回戦                                          | ● 4 - 5 長崎海星                               | 初戦敗退                                       |
| 第67回大会（1985年）  | 磐城（10年ぶり6回目）                          | 1回戦                                          | ● 3 - 7 熊本西                                 | 初戦敗退                                       |
| 第68回大会（1986年）  | 学法石川（2年ぶり4回目）                       | 2回戦                                          | ● 4 - 10 東洋大姫路                            | 初戦敗退                                       |
| 第69回大会（1987年）  | 日大東北（初出場）                             | 1回戦                                          | ● 3 - 4 延岡工                                 | 初戦敗退                                       |
| 第70回大会（1988年）  | 学法石川（2年ぶり5回目）                       | 1回戦                                          | ● 0 - 9 鹿児島実                               | 初戦敗退                                       |
| 第71回大会（1989年）  | 学法石川（2年連続6回目）                       | 1回戦                                          | ● 4 - 6 京都西                                 | 初戦敗退                                       |
| 第72回大会（1990年）  | 日大東北（3年ぶり2回目）                       | 1回戦                                          | ○ 3 - 0 長崎海星                               | 2回戦                                          |
| 第72回大会（1990年）  | 日大東北（3年ぶり2回目）                       | 2回戦                                          | ● 1 - 4 横浜商                                 | 2回戦                                          |
| 第73回大会（1991年）  | 学法石川（2年ぶり7回目）                       | 1回戦                                          | ○ 3 - 2 智弁和歌山                             | 2回戦                                          |
| 第73回大会（1991年）  | 学法石川（2年ぶり7回目）                       | 2回戦                                          | ● 3 - 8 宇部商                                 | 2回戦                                          |
| 第74回大会（1992年）  | 郡山（初出場）                                 | 2回戦                                          | ● 1 - 2x 延岡工（延長11回）                    | 初戦敗退                                       |
| 第75回大会（1993年）  | 学法石川（2年ぶり8回目）                       | 1回戦                                          | ● 3 - 4x 小林西                                | 初戦敗退                                       |
| 第76回大会（1994年）  | 双葉（14年ぶり3回目）                          | 2回戦                                          | ○ 1 - 0 市和歌山商                             | 3回戦                                          |
| 第76回大会（1994年）  | 双葉（14年ぶり3回目）                          | 3回戦                                          | ● 1 - 4 樟南                                   | 3回戦                                          |
| 第77回大会（1995年）  | 磐城（10年ぶり7回目）                          | 1回戦                                          | ● 1 - 6 敦賀気比                               | 初戦敗退                                       |
| 第78回大会（1996年）  | 日大東北（6年ぶり3回目）                       | 1回戦                                          | ● 0 - 6 天理                                   | 初戦敗退                                       |
| 第79回大会（1997年）  | 日大東北（2年連続4回目）                       | 1回戦                                          | ● 6 - 7x 報徳学園                              | 初戦敗退                                       |
| 第80回大会（1998年）  | 日大東北（3年連続5回目）                       | 1回戦                                          | ● 2 - 5 宇部商                                 | 初戦敗退                                       |
| 第81回大会（1999年）  | 学法石川（6年ぶり9回目）                       | 2回戦                                          | ● 4 - 5x 岡山理大付                            | 初戦敗退                                       |
| 第82回大会（2000年）  | 福島商（19年ぶり8回目）                        | 1回戦                                          | ● 2 - 10 徳島商                                | 初戦敗退                                       |
| 第83回大会（2001年）  | 聖光学院（初出場）                             | 1回戦                                          | ● 0 - 20 明豊                                  | 初戦敗退                                       |
| 第84回大会（2002年）  | 日大東北（3年ぶり6回目）                       | 1回戦                                          | ● 2 - 9 鳴門工                                 | 初戦敗退                                       |
| 第85回大会（2003年）  | 日大東北（2年連続7回目）                       | 1回戦                                          | ● 0 - 6 今治西                                 | 初戦敗退                                       |
| 第86回大会（2004年）  | 聖光学院（3年ぶり2回目）                       | 1回戦                                          | ○ 6 - 0 鳥取商                                 | 3回戦                                          |
| 第86回大会（2004年）  | 聖光学院（3年ぶり2回目）                       | 2回戦                                          | ○ 8 - 4 市和歌山商                             | 3回戦                                          |
| 第86回大会（2004年）  | 聖光学院（3年ぶり2回目）                       | 3回戦                                          | ● 8 - 9x 東海大甲府                            | 3回戦                                          |
| 第87回大会（2005年）  | 聖光学院（2年連続3回目）                       | 1回戦                                          | ○ 11 - 0 佐賀商                                | 2回戦                                          |
| 第87回大会（2005年）  | 聖光学院（2年連続3回目）                       | 2回戦                                          | ● 2 - 3 桐光学園                               | 2回戦                                          |
| 第88回大会（2006年）  | 光南（初出場）                                 | 1回戦                                          | ● 3 - 22 清峰                                  | 初戦敗退                                       |
| 第89回大会（2007年）  | 聖光学院（2年ぶり4回目）                       | 1回戦                                          | ○ 11 - 7 岩国                                  | 3回戦                                          |
| 第89回大会（2007年）  | 聖光学院（2年ぶり4回目）                       | 2回戦                                          | ○ 6 - 4 青森山田                               | 3回戦                                          |
| 第89回大会（2007年）  | 聖光学院（2年ぶり4回目）                       | 3回戦                                          | ● 2 - 8 広陵                                   | 3回戦                                          |
| 第90回大会（2008年）  | 聖光学院（2年連続5回目）                       | 2回戦                                          | ○ 9 - 2 加古川北                               | ベスト8                                        |
| 第90回大会（2008年）  | 聖光学院（2年連続5回目）                       | 3回戦                                          | ○ 5 - 2 市岐阜商                               | ベスト8                                        |
| 第90回大会（2008年）  | 聖光学院（2年連続5回目）                       | 準々決勝                                       | ● 1 - 15 横浜                                  | ベスト8                                        |
| 第91回大会（2009年）  | 聖光学院（3年連続6回目）                       | 2回戦                                          | ● 3 - 6 PL学園                                 | 初戦敗退                                       |
| 第92回大会（2010年）  | 聖光学院（4年連続7回目）                       | 2回戦                                          | ○ 1 - 0 広陵                                   | ベスト8                                        |
| 第92回大会（2010年）  | 聖光学院（4年連続7回目）                       | 3回戦                                          | ○ 5 - 2 履正社                                 | ベスト8                                        |
| 第92回大会（2010年）  | 聖光学院（4年連続7回目）                       | 準々決勝                                       | ● 3 - 10 興南                                  | ベスト8                                        |
| 第93回大会（2011年）  | 聖光学院（5年連続8回目）                       | 1回戦                                          | ○ 5x - 4 日南学園（延長10回）                  | 2回戦                                          |
| 第93回大会（2011年）  | 聖光学院（5年連続8回目）                       | 2回戦                                          | ● 2 - 4 金沢                                   | 2回戦                                          |
| 第94回大会（2012年）  | 聖光学院（6年連続9回目）                       | 1回戦                                          | ○ 2 - 1 日大三                                 | 2回戦                                          |
| 第94回大会（2012年）  | 聖光学院（6年連続9回目）                       | 2回戦                                          | ● 4 - 11 浦和学院                              | 2回戦                                          |
| 第95回大会（2013年）  | 聖光学院（7年連続10回目）                      | 1回戦                                          | ○ 4 - 3 愛工大名電                             | 2回戦                                          |
| 第95回大会（2013年）  | 聖光学院（7年連続10回目）                      | 2回戦                                          | ● 1 - 2 福井商                                 | 2回戦                                          |
| 第96回大会（2014年）  | 聖光学院（8年連続11回目）                      | 1回戦                                          | ○ 2 - 1 神戸国際大付                           | ベスト8                                        |
| 第96回大会（2014年）  | 聖光学院（8年連続11回目）                      | 2回戦                                          | ○ 4 - 2 佐久長聖                               | ベスト8                                        |
| 第96回大会（2014年）  | 聖光学院（8年連続11回目）                      | 3回戦                                          | ○ 2x - 1 近江                                  | ベスト8                                        |
| 第96回大会（2014年）  | 聖光学院（8年連続11回目）                      | 準々決勝                                       | ● 1 - 5 日本文理                               | ベスト8                                        |
| 第97回大会（2015年）  | 聖光学院（9年連続12回目）                      | 2回戦                                          | ● 1 - 6 東海大相模                             | 初戦敗退                                       |
| 第98回大会（2016年）  | 聖光学院（10年連続13回目）                     | 2回戦                                          | ○ 5 - 3 クラーク国際                           | ベスト8                                        |
| 第98回大会（2016年）  | 聖光学院（10年連続13回目）                     | 3回戦                                          | ○ 5 - 2 東邦                                   | ベスト8                                        |
| 第98回大会（2016年）  | 聖光学院（10年連続13回目）                     | 準々決勝                                       | ● 3 - 7 北海                                   | ベスト8                                        |
| 第99回大会（2017年）  | 聖光学院（11年連続14回目）                     | 1回戦                                          | ○ 6 - 0 おかやま山陽                           | 3回戦                                          |
| 第99回大会（2017年）  | 聖光学院（11年連続14回目）                     | 2回戦                                          | ○ 5 - 4 聖心ウルスラ                           | 3回戦                                          |
| 第99回大会（2017年）  | 聖光学院（11年連続14回目）                     | 3回戦                                          | ● 4 - 6 広陵                                   | 3回戦                                          |
| 第100回大会（2018年） | 聖光学院（12年連続15回目）                     | 2回戦                                          | ● 2 - 3 報徳学園                               | 初戦敗退                                       |
| 第101回大会（2019年） | 聖光学院（13年連続16回目）                     | 2回戦                                          | ● 2 - 3 長崎海星                               | 初戦敗退                                       |
| 第102回大会（2020年） | （新型コロナウイルス感染症流行による大会中止） | （新型コロナウイルス感染症流行による大会中止） | （新型コロナウイルス感染症流行による大会中止） | （新型コロナウイルス感染症流行による大会中止） |
| 第103回大会（2021年） | 日大東北（18年ぶり8回目）                      | 1回戦                                          | ● 2 - 8 近江                                   | 初戦敗退                                       |
| 第104回大会（2022年） | 聖光学院（3年ぶり17回目）                      | 1回戦                                          | ○ 4 - 2 日大三                                 | ベスト4                                        |
| 第104回大会（2022年） | 聖光学院（3年ぶり17回目）                      | 2回戦                                          | ○ 3 - 2 横浜                                   | ベスト4                                        |
| 第104回大会（2022年） | 聖光学院（3年ぶり17回目）                      | 3回戦                                          | ○ 8 - 1 敦賀気比                               | ベスト4                                        |
| 第104回大会（2022年） | 聖光学院（3年ぶり17回目）                      | 準々決勝                                       | ○ 10 - 5 九州学院                              | ベスト4                                        |
| 第104回大会（2022年） | 聖光学院（3年ぶり17回目）                      | 準決勝                                         | ● 4 - 18 仙台育英                              | ベスト4                                        |
| 第105回大会（2023年） | 聖光学院（2年連続18回目）                      | 1回戦                                          | ○ 9 - 3 共栄学園                               | 2回戦                                          |
| 第105回大会（2023年） | 聖光学院（2年連続18回目）                      | 2回戦                                          | ● 2 - 8 仙台育英                               | 2回戦                                          |
| 第106回大会（2024年） | 聖光学院（3年連続19回目）                      | 1回戦                                          | ● 1 - 2 鶴岡東                                 | 初戦敗退                                       |
| 第107回大会（2025年） | 聖光学院（4年連続20回目）                      | 2回戦                                          | ● 2 - 6 山梨学院                               | 初戦敗退                                       |

## 通算成績
| 出場 | 試合 | 勝利 | 敗戦 | 引分 | 勝率 | 優勝 | 準優勝 | ベスト4 | ベスト8 |
| ---- | ---- | ---- | ---- | ---- | ---- | ---- | ------ | ------- | ------- |
| 63   | 103  | 40   | 63   | 0    | .388 | 0    | 1      | 1       | 5       |

## 学校別成績
| 校名     | 出場 | 直近出場 | 勝敗     | 最高成績 | 前身校 |
| -------- | ---- | -------- | -------- | -------- | ------ |
| 聖光学院 | 20回 | 2025年   | 24勝20敗 | ベスト4  |        |
| 学法石川 | 9回  | 1999年   | 3勝9敗   | 3回戦    |        |
| 福島商   | 8回  | 2000年   | 2勝8敗   | 3回戦    |        |
| 日大東北 | 8回  | 2021年   | 1勝8敗   | 2回戦    |        |
| 磐城     | 7回  | 1995年   | 7勝7敗   | 準優勝   |        |
| 双葉     | 3回  | 1994年   | 2勝3敗   | 3回戦    |        |
| 福島師範 | 2回  | 1935年   | 0勝2敗   | 初戦敗退 |        |
| 帝京安積 | 2回  | 1982年   | 0勝2敗   | 初戦敗退 | 安積商 |
| 郡山北工 | 1回  | 1978年   | 1勝1敗   | 2回戦    |        |
| 伊達     | 1回  | 1965年   | 0勝1敗   | 初戦敗退 | 保原   |
| 郡山     | 1回  | 1973年   | 0勝1敗   | 初戦敗退 |        |
| 光南     | 1回  | 2006年   | 0勝1敗   | 初戦敗退 |        |